# Powiat tczewski

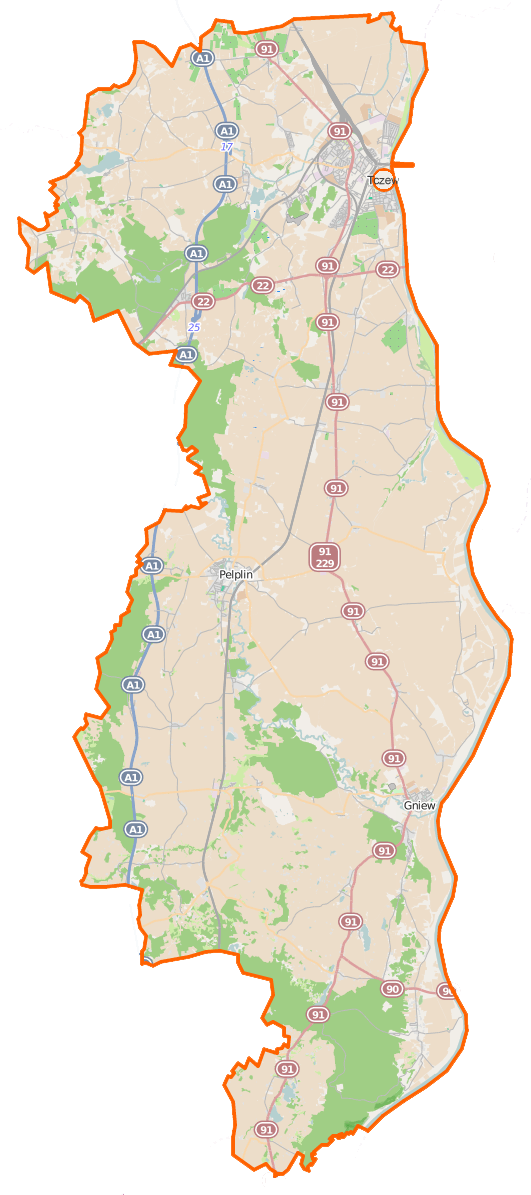
Mapa powiatu

Powiat tczewski − powiat w Polsce (województwo pomorskie), utworzony w 1999 roku w ramach reformy administracyjnej. Jego siedzibą jest miasto Tczew.
Według danych z 31 grudnia 2019 roku powiat zamieszkiwało 115 728 osób. Natomiast według danych z 30 czerwca 2020 roku powiat zamieszkiwało 115 641 osób.

## Miasta i gminy w powiecie
W skład powiatu wchodzą:
- miasta: Tczew, Gniew, Pelplin
- gminy miejskie: Tczew
- gminy miejsko-wiejskie: Gniew, Pelplin
- gminy wiejskie: Morzeszczyn, Subkowy, Tczew

## Demografia

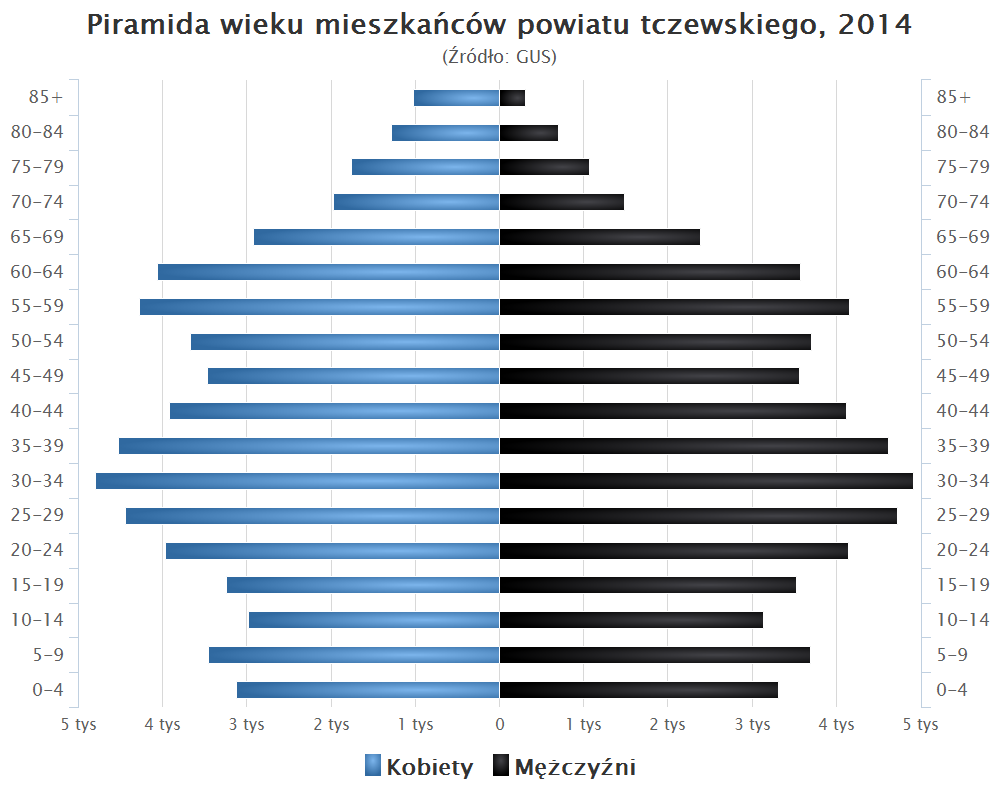
Piramida wieku mieszkańców powiatu tczewskiego w 2014 roku

Liczba ludności (dane z 30 czerwca 2013):
|        | Ogółem  | Ogółem | Kobiety | Kobiety | Mężczyźni | Mężczyźni |
| osób   | %       | osób   | %       | osób    | %         |           |
| ------ | ------- | ------ | ------- | ------- | --------- | --------- |
| Ogółem | 115 900 | 100    | 58 807  | 50,74   | 57 093    | 49,26     |
| Miasto | 75 779  | 65,38  | 39 027  | 33,67   | 36 752    | 31,71     |
| Wieś   | 40 121  | 34,62  | 19 780  | 17,07   | 20 341    | 17,55     |

▶Wieś vs ▶miasto
Ogółem (▶k, ▶m)
Miasto (▶k, ▶m)
Wieś (▶k, ▶m)

### Ludność w latach
|      | \| Lata \| Ludność[6] (stan na 31 grudnia) \| \| ---- \| ------------------------------- \| \| 1999 \| 111 001 \| \| 2000 \| 111 245 \| \| 2001 \| 111 691 \| \| 2002 \| 111 973 \| \| 2003 \| 112 187 \| \| 2004 \| 112 414 \| \| 2005 \| 112 519 \| \| 2006 \| 112 716 \| \| 2007 \| 113 148 \| \| 2008 \| 113 196 \| \| 2009 \| 113 570 \| \| 2010 \| 113 781 \| \| 2011 \| 115 768 \| \| 2012 \| 115 975 \| |
| Lata | Ludność (stan na 31 grudnia) |
| 1999 | 111 001 |
| 2000 | 111 245 |
| 2001 | 111 691 |
| 2002 | 111 973 |
| 2003 | 112 187 |
| 2004 | 112 414 |
| 2005 | 112 519 |
| 2006 | 112 716 |
| 2007 | 113 148 |
| 2008 | 113 196 |
| 2009 | 113 570 |
| 2010 | 113 781 |
| 2011 | 115 768 |
| 2012 | 115 975 |

## Transport
Przez powiat tczewski przebiegają:
- autostrady:
  1. Autostrada A1 (Rusocin - Gorzyczki)
- drogi krajowe:
  1. Droga krajowa nr 22 (granica państwa - Kostrzyn nad Odrą - Grzechotki - granica państwa)
  2. Droga krajowa nr 90 (Jeleń - Baldram)
  3. Droga krajowa nr 91 (Gdańsk - Częstochowa) przez Tczew, Subkowy, Gniew
- drogi wojewódzkie:
  1. Droga wojewódzka nr 219 (Brodzkie Młyny - Droga wojewódzka  nr 234)
  2. Droga wojewódzka nr 224 (Sopieszyno - Tczew)
  3. Droga wojewódzka nr 229 (Jabłowo - Wielkie Walichnowy) przez Pelplin
  4. Droga wojewódzka nr 230 (Wielgłowy - Cierzpice) przez Pelplin
  5. Droga wojewódzka nr 234 (Skórcz - Gniew) przez Morzeszczyn
  6. Droga wojewódzka nr 623 (Rakowiec - Mirotki)
  7. Droga wojewódzka nr 641 (Lipia Góra - Rzeżęcin)
  8. Droga wojewódzka nr 644 (Majewo - Morzeszczyn)

## Rada Powiatu
| Ugrupowanie                      | 2002-2006 | 2006-2010 | 2010-2014 | 2014-2018 | 2018-2023 | 2024-2029 |
| -------------------------------- | --------- | --------- | --------- | --------- | --------- | --------- |
| Samoobrona                       | 1         | -         | -         | -         | -         | -         |
| Sojusz Lewicy Demokratycznej     | 5         | -         | -         | -         | -         | -         |
| Twój Powiat                      | 10        | -         | -         | -         | -         | -         |
| Prawo i Rodzina                  | 1         | -         | -         | -         | -         | -         |
| Kociewski Klub Regionalny        | 6         | 4         | 6         | 4         | -         | -         |
| Prawo i Sprawiedliwość           | -         | 7         | 3         | 8         | 6         | 6         |
| Platforma Obywatelska            | -         | 6         | 7         | 4         | 5         | 6         |
| Powiatowe Porozumienie Prawicy   | -         | 5         | -         | -         | -         | -         |
| Kociewska Lewica                 | -         | 1         | -         | -         | -         | -         |
| Razem i Odpowiedzialnie          | -         | -         | 2         | 2         | -         | -         |
| Porozumienie na Plus             | -         | -         | 5         | 5         | 7         | 6         |
| Inicjatywa Samorządowa           | -         | -         | -         | -         | 5         | -         |
| Kociewska Inicjatywa Samorządowa | -         | -         | -         | -         | -         | 2         |
| Stowarzyszenie Samorząd OdNowa   | -         | -         | -         | -         | -         | 3         |

## Sąsiednie powiaty
- pomorskie:  powiat gdański,  powiat kwidzyński,  powiat malborski,  powiat starogardzki,  powiat sztumski
- kujawsko-pomorskie:  powiat świecki